# Arrondissement de Rotenburg (Wümme)
L'arrondissement de Rotenburg est un arrondissement  ("Landkreis" en allemand) de Basse-Saxe  (Allemagne).
Son chef-lieu est Rotenburg.

## Villes, communes et communautés d'administration
(nombre d'habitants en 2006)
Einheitsgemeinden
1. Bremervörde, ville (19 052)
2. Gnarrenburg (9 591)
3. Rotenburg (Wümme), ville (22 065)
4. Scheeßel (12 868)
5. Visselhövede, ville (10 547)

Samtgemeinden avec leurs communes membres
Siège de la Samtgemeinde *
- 1. Samtgemeinde Bothel (8 738)

1. Bothel * (2 493)
2. Brockel (1 367)
3. Hemsbünde (1 250)
4. Hemslingen (1 559)
5. Kirchwalsede (1 277)
6. Westerwalsede (792)

- 2. Samtgemeinde Fintel (7 602)

1. Fintel (2 921)
2. Helvesiek (850)
3. Lauenbrück * (2 186)
4. Stemmen (917)
5. Vahlde (728)

| - 3. Samtgemeinde Geestequelle (6 660) 1. Alfstedt (856) 2. Basdahl (1 487) 3. Ebersdorf (1 124) 4. Hipstedt (1 325) 5. Oerel * (1 868) - 4. Samtgemeinde Selsingen (9 249) 1. Anderlingen (928) 2. Deinstedt (698) 3. Farven (703) 4. Ostereistedt (964) 5. Rhade (1 141) 6. Sandbostel (825) 7. Seedorf (609) 8. Selsingen * (3 381) | - 5. Samtgemeinde Sittensen (10 990) 1. Groß Meckelsen (500) 2. Hamersen (475) 3. Kalbe (568) 4. Klein Meckelsen (930) 5. Lengenbostel (468) 6. Sittensen * (5 554) 7. Tiste (870) 8. Vierden (825) 9. Wohnste (800) - 6. Samtgemeinde Sottrum (14 280) 1. Ahausen (1 832) 2. Bötersen (1 072) 3. Hassendorf (1 145) 4. Hellwege (1 099) 5. Horstedt (1 357) 6. Reeßum (1 743) 7. Sottrum * (6 032) | - 7. Samtgemeinde Tarmstedt (10 939) 1. Breddorf (1 173) 2. Bülstedt (731) 3. Hepstedt (1 052) 4. Kirchtimke (966) 5. Tarmstedt * (3 583) 6. Vorwerk (1 086) 7. Westertimke (612) 8. Wilstedt (1 736) - 8. Samtgemeinde Zeven (22 144) 1. Elsdorf (2 121) 2. Gyhum (2 401) 3. Heeslingen (4 790) 4. Zeven, ville * (12 832) |